# S. Rankin Drew
Sidney Rankin Drew, född 18 september 1891 i New York, död 19 maj 1918 i Frankrike, då han stupade i strid. Amerikansk skådespelare och regissör, son till Sidney Drew, och kusin med skådespelarna John, Lionel och Ethel Barrymore.

## Fotnoter
1. ↑  SNAC, SNAC Ark-ID: w6m170sq, läs online, läst: 9 oktober 2017.[källa från Wikidata]
2. ↑  IMDb-ID: nm0237710, läst: 14 september 2023.[källa från Wikidata]